# ポルト・トッレス
ポルト・トッレス（イタリア語: Porto Torres）は、イタリア共和国サルデーニャ州サッサリ県にある都市であり、その周辺地域を含む人口約2万2000人の基礎自治体（コムーネ）。
アジナーラ湾に面した港湾都市で、県都サッサリ、アルゲーロに次ぐ県内第3位のコムーネ人口を有する。古代ローマの植民市に起源を持つ。

## 名称
標準イタリア語以外では以下の名称を持つ。
- サッサリ・サルデーニャ語: Posthudorra
- サルデーニャ語: Pòrtu Turre

## 地理

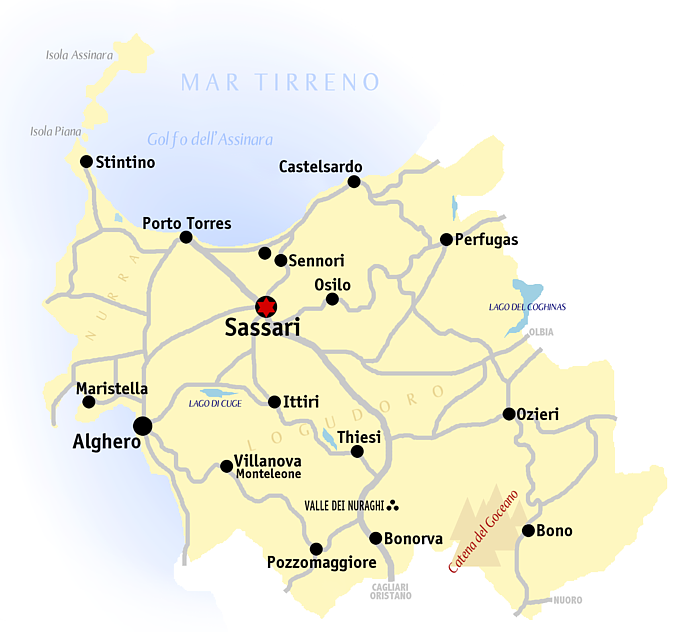
サッサリ県概略図

### 位置・広がり
サッサリ県北西部に位置するコムーネ。北にアジナーラ湾に面し、残る三方をサッサリ市に囲まれている。
アジナーラ湾を挟んで北北西に離れた、スティンティーノ沖に位置するアジナーラ島およびピアナ島 (it:Isola Piana (Asinara)) も、このコムーネの管轄になっている。
- 工業地区空撮

## 行政

### 分離集落
ポルト・トッレスには、以下の分離集落（フラツィオーネ）がある。
- Li Lioni, Asinara, Fiume Santo (condivisa con il comune di Sassari), Platamona (condivisa con i comuni di Sassari e Sorso)

## 歴史

### 古代
古代にはトゥッリス・リビソニス (Turris Libyssonis) といい、サルデーニャ島で有数の都市であった。ローマ人による支配以前からサルデーニャには都市があったが、トゥッリス・リビソニスはおそらく純粋にローマ起源の都市であり、ユリウス・カエサルによって建設され、コロニア・ユリア (Colonia Julia) とも呼ばれた。大プリニウスは（彼の同時代において）サルデーニャで唯一のコロニア（植民市）であると記しており、この場所にはそれ以前に町はなく、わずかに砦 (castellum) があるばかりであったと記している。トゥッリス・リビソニスについてはプトレマイオスも言及し、また『アントニヌス帝の諸属州道程表』 (Antonine Itinerary) にも記されているが、なんらかの重要性を持つ都市であると示唆するような記載ではない。
しかし古代の遺跡は、トゥッリス・リビソニスがローマ帝国の時代において相当の都市であったことを示している。古代のマイルストーンの碑文によると、島の幹線道路はカラリス（現在のカリャリ）から直接トゥッリスに至っており、後者がより繁華であったと判断するのに十分である。カラリスとトゥッリスを結ぶ道路はオトカ（現在のサンタ・ジュスタ）で2本に分岐しており、1本は内陸部を管理するより重要なものであり、もう1本は西海岸沿いをたどるものであった。
ポルト・トッレスの現在の港はほぼ完全に人工的な港であるが、その多くの部分はローマ時代に基礎が築かれた。また、この都市には神殿（碑文によればフォルトゥーナ神に捧げられた神殿で、軍人皇帝時代の皇帝ピリップス・アラブスの治世（244年 - 249年）に再建された）や、ローマ浴場、バシリカ、水路などの遺跡がある。また現在トゥッリターノ川 (Fiume Turritano) と呼ばれる小さな川を越える橋も残っている。

### 中世以降
古代都市には11世紀まで人々が暮らしていた。中世初期の一時期には、当地には司教座 (Episcopal see) が置かれていた。
11世紀、住民の大部分は、15km内陸にある丘の上の都市サッサリに移住した。その後、この都市はジェノヴァ共和国の支配下に置かれ、15世紀にはアラゴン王国に征服された。スペイン人による支配の後、サルデーニャ王国の一部となった。
自治体（コムーネ）としてのトッレスは、1842年にサッサリから分離した。当時はサン・ガヴィーノ聖堂周辺の都市に、港近くの漁村が加わり、新たなポルト・トッレス市が形成された。

## 文化・観光

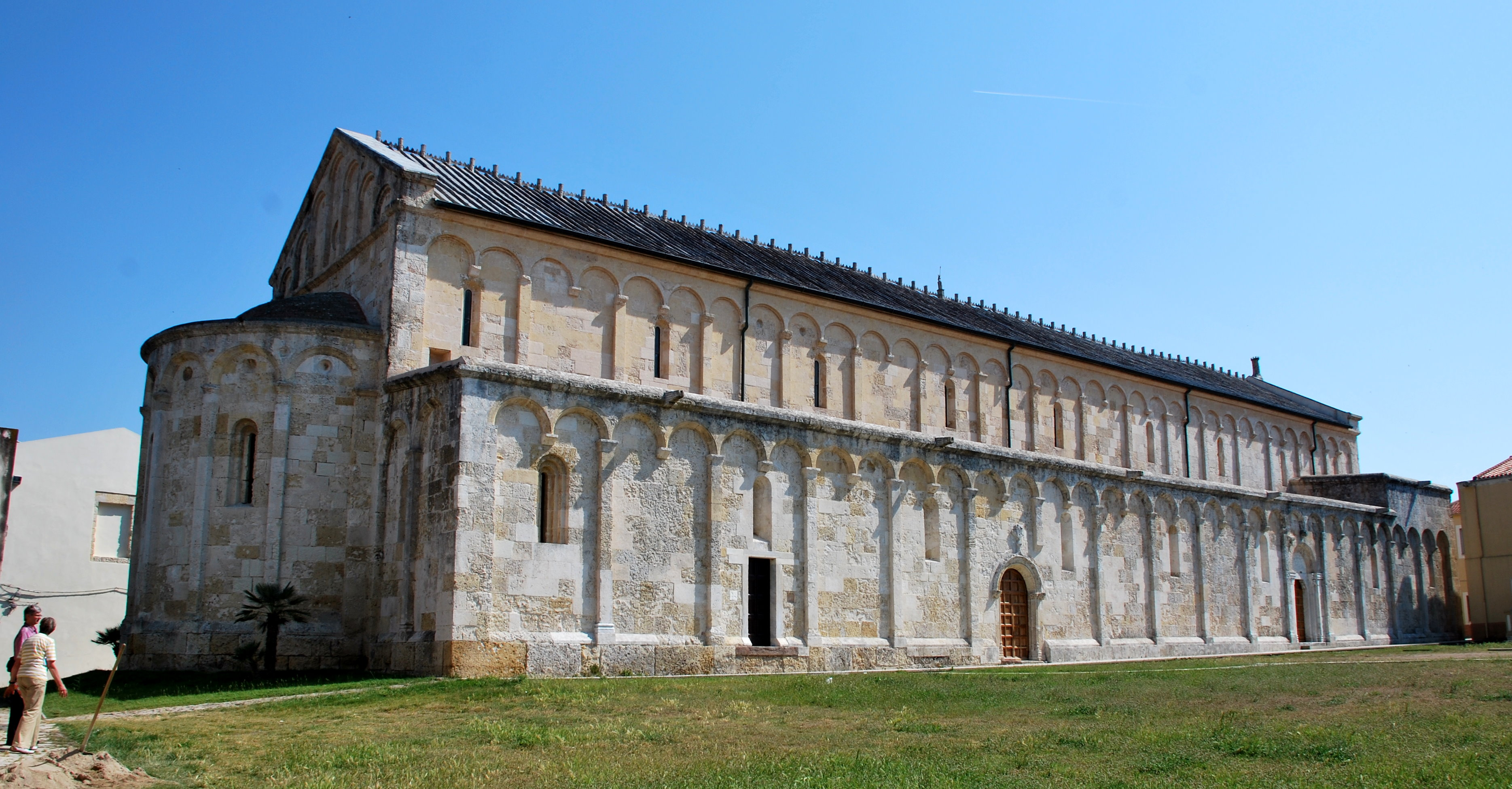
サン・ガヴィーノのバシリカ

### みどころ
- サン・ガヴィーノのバシリカ (Basilica of San Gavino) は、11世紀に建設されたサルデーニャ島最大のロマネスク建築の教会である。大理石、斑岩と花崗岩といった貴重な石材のみが用いられ、3つの部分からなるバシリカ建築 (three-naved Basilica) である。バシリカ建築では通常西側にファサード、東側にアプスが設けられるが、このカテドラルには2つのアプスが設けられている。地下室には、いくつかのローマ時代の石棺が置かれている。
- 新石器時代のネクロポリスが、Su Crucifissu Mannu (necropolis of Su Crucifissu Mannu)  と Li Lioni にある。
- ヌラーゲが、la Camusina、Li Pedriazzi、Margone、Minciareddaにある。
- Rio Mannuにあるローマ時代の橋の遺跡は、サルデーニャ島で最大のもので。アーチの径間は160-170mある。
- Palazzo Re Barbaro
- カタコンベが、Tanca Borgona と piazzale Amsicora にある。
- アラゴン人の建てた望楼が、ポルトと Abbacurrente にある

- Su Crucifissu Mannu のネクロポリス
- 港にある塔 (Torre del Porto)
- ローマの橋

## 交通
港はフェリーによって、ジェノヴァ、マルセイユ、トゥーロン、バルセロナ、チヴィタヴェッキア、プロプリアノの諸港と結ばれている。また高速道路SS131/E25がサッサリやカリャリを結んでおり、国道がサンタ・テレーザ・ガッルーラ（SS200）との間を接続する。トレニタリアが運営する鉄道はサッサリを経て島のほかの地域に至る。

## 産業

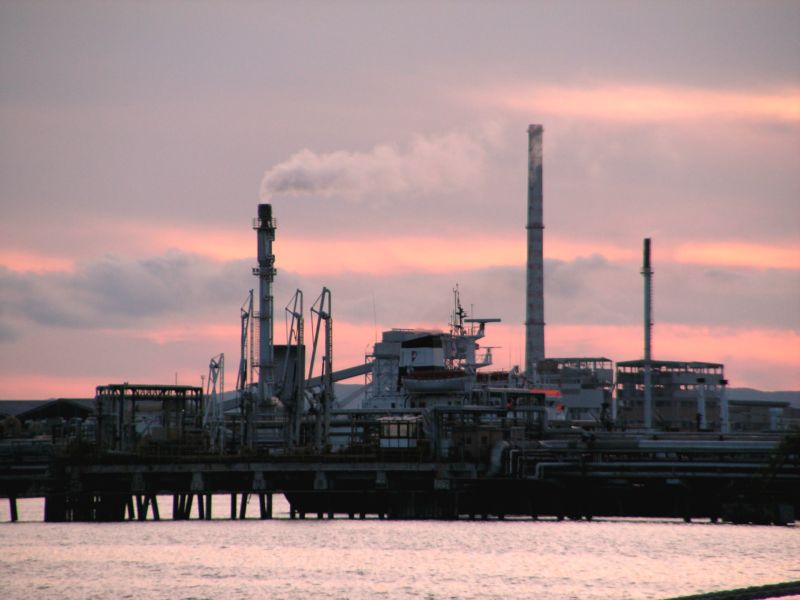
Chemical industries in Porto Torres

ポルト・トッレスの主要産業は化学工業である。E.ON社が所有する1040メガワットのフィウメ・サント発電所は、港の西5-10kmに位置している（サッサリ市域にあたる）。
ポルト・トッレスの産業変化に関するいくつかの計画は進行中である。ポルト・トッレスには7つの研究センターがあり、従来の化石燃料に代わって、油性種子を原料とする植物油からバイオプラスチックを生産する一貫した産業チェーンへの転換が図られている。